# Фазания
Фазания (на латински: Phasania) е наименование от антични автори на областта ,която населявали племената фазани (гамфазанти) в Северна Африка.
Точното местоположение на областта не е установено, но се предполага, че това е областта южно от Сиртика (днес Триполитания). Някого некоректно е отъждествявана от Гарамантида или Гарамантия.
В средата на 2 хил. пр.н.е. района е заселен от либийски племена от европеидната раса. В периода след битката при Кадеш (Древен Египет е атакуван от либийци от запад и морски народи от север и североизток), по всяка вероятност, част от т.нар. морски народи се заселват в този район.
От края на 2 хил. пр.н.е. до 7 век в и над района властват гарамантидите, след което територията е завоювана за исляма по времето на арабското завоюване на Северна Африка. В периода от 1 век пр.н.е. до 3 век, районът изпитва римско влияние.
Фазания се намира на изток от Черната планина (Джебел ес-Сода) по протежението на северния край на Хамад ал-Хамра до оазиса Гадамес на запад. Античните автори сочат, че Фазания била пресичана от един древен път (описани от Херодот) от залива на град Сирт към вътрешността на континента.
В древността и античността климатът във Фазания бил значително по-благоприятен за съзидателна човешка дейност, което се отбелязва от Херодот и Страбон, като керванната транссахарска търговия с коне и камили просперирала до времето на IV-V век, когато пустинята Сахара завзела значителни плодородни и обработваеми територии в района, така както е в наше време.
Сред известните древни и антични градове на Фазания са Цидам (днес Гадамес, оазис), Алеле и Килибу / Целабу.